# Proceratophrys rotundipalpebra
Espèce
Proceratophrys rotundipalpebra est une espèce d'amphibiens de la famille des Odontophrynidae.

## Répartition
Cette espèce est endémique du Goiás au Brésil.

## Publication originale
- Martins & Giaretta, 2013 : Morphological and acoustic characterizastion of Proceratophrys goyana (Lissamphibia: Anura: Odontophrynidae), with the description of a sympatric and related new species. Zootaxa, no 3750, p. 301-320.